# Юферовы
Ю́феровы — российские дворянские роды, происходящие от древней вятской фамилии Юферевых.

## Первый род
Первым потомственное дворянское звание выслужил Семён Андреевич Юферов (1767—1863), произведённый в офицеры в день Верельского мира со Швецией (1790). В будущем он действительный статский советник. Его жена — Мария Карловна фон Гакс — дочь генерал-майора, строителя Херсонской крепости.
Сын Семена — Дмитрий (-1855), генерал-майор, командир 1-й бригады 9-й пехотной дивизии
Смертельно ранен на Малаховом кургане. Был в браке с Эмилией Яковлевной Перрен(-1878). Дочь — Наталья (1839-1843).
Другие дети Семена: Николай (1809-1855) — статский советник; Анна. У Николая сыновья Владимир и Александр.
Фамилия Юферовых породнилась с такими дворянскими родами, как фон Гакс, Горловы, Скарятины, Моллер, Есауловы, Биллетер.

## Второй род
Другой случай выслуги потомственного дворянства священнической ветвью Юферевых связан с Иваном Николаевичем Юферевым (Юферовым) (1800—1866), смотрителем Царевококшайского уездного училища, председателем уездной земской управы. Его вторая жена — Александра, дочь симбирского дворянина Алексея Васильевича Чаадаева и падчерица баронессы фон Келлер. Род внесён в III часть Дворянской родословной книги Казанской губернии.

## Описание герба
В противогорностаевом щите червлёная векша (белка).
Щит увенчан дворянским коронованным шлемом. Нашлемник: правая рука в червлёной одежде, держащая червлёное копье, поднята вверх. Намёт: справа — чёрный с серебром, слева — червлёный с серебром. Герб Владимира Юферова внесён в Часть 14 Общего гербовника дворянских родов Всероссийской империи, стр. 47.